# Eugen Freiherr von Lotzbeck
Eugen Freiherr von Lotzbeck (München, 24 februari 1882 - Assenhausen, 22 mei 1942) was een Duits ruiter, die gespecialiseerd was in dressuur. Tijdens de Olympische Zomerspelen 1928 won von Lotzbeck de gouden medaille in de landenwedstrijd dressuur. Individueel eindigde hij op de elfde plaats.

## Resultaten
- Olympische Zomerspelen 1928 in Amsterdam 11e individueel dressuur met Draufgänger
- Olympische Zomerspelen 1928 in Amsterdam  landenwedstrijd dressuur met Draufgänger

1928: von Langen, Linkenbach, Lotzbeck ·
1932: Lesage, Marion, Jousseaume ·
1936: Pollay, Gerhard, Oppeln-Bronikowski ·
1948: Jousseaume, Saint-Fort Paillard, Buret ·
1952: Saint Cyr, Boltenstern, Persson ·
1956: Saint Cyr, Boltenstern, Persson ·
1964: Boldt, Klimke, Neckermann ·
1968: Neckermann, Klimke, Linsenhoff ·
1972: Petoesjkova, Kizimov, Kalita ·
1976: Boldt, Klimke, Grillo ·
1980: Kovsjov, Oegrjoemov, Misevitsj ·
1984: Klimke, Sauer, Krug ·
1988: Klimke, Linsenhoff, Theodorescu, Uphoff ·
1992: Balkenhol, Uphoff, Theodorescu, Werth ·
1996: Balkenhol, Schaudt, Theodorescu, Werth ·
2000: Werth, Capellmann, Salzgeber, Simons-de Ridder ·
2004: Kemmer, Schmidt, Schaudt, Salzgeber ·
2008: Kemmer, Capellmann, Werth ·
2012: Hester, Bechtolsheimer, Dujardin ·
2016: Rothenberger, Schneider, Bröring-Sprehe, Werth ·
2020: von Bredow-Werndl, Schneider, Werth ·
2024: Wandres, von Bredow-Werndl, Werth
- Gemeinsame Normdatei: 1034939343
- International Standard Name Identifier: 0000 0004 0888 981X
- Virtual International Authority File: 302121584